# Podczerwone

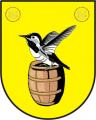
Nieoficjalny herb wsi Podczerwone

Podczerwone – wieś w Polsce położona w województwie małopolskim, w powiecie nowotarskim, w gminie Czarny Dunajec.
Podczerwone zostało założone w 1605 r. przez Szymona Czerwińskiego.
Miejscowość położona w południowej Małopolsce w regionie geograficznym Kotlina Nowotarska i historyczno-etnograficznym Podhale. Sąsiaduje z miejscowościami: Czarny Dunajec, Koniówka, Ciche oraz graniczy ze Słowacją (Suchá Hora).

## Turystyka
Mimo bardzo korzystnej lokalizacji, turystyka w Podczerwonem nie jest dobrze rozwinięta. Niezaprzeczalnym walorem są piękne widoki. Od strony wschodniej, czyli tzw. „Brzegów” podziwiać można panoramę Tatr w całej okazałości. Od „Śtreki: (tj. na zachód) widoczny jest masyw Babiej Góry, a wzdłuż granicy polsko-słowackiej rozpościerają się bory. Dla tych, którzy lubią spacery można organizować piesze wycieczki wiodące polnymi drogami wokół miejscowości. Ciekawą propozycją może być udanie się w stronę lasu „Cikówka”, przy którym znajduje się kopalnia odkrywkowa eksploatująca torf. To właśnie tam, na puściznach można spotkać unikalną roślinność. Są to m.in. rosiczka długolistna i okrągłolistna, mech torfowiec, storczyki, żurawina, wełnianka wąskolistna czy borówka bagienna. Wyższe partie torfowiska porasta niespotykana w innych miejscach Polski odmiana kosodrzewiny i ginąca brzoza karłowata. „Cikówka” jest miejscem, gdzie żyją łosie, wilki, dziki i jelenie. Brzegi rzeki Czarny Dunajec płynącej przez Podczerwone to miejsce licznych biwaków oraz obozowisk. Zbudowane na rzece progi wodne tworzą baseny kąpielowe.
Pod koniec lat 80. dla grup z Bydgoszczy w Podczerwonem „pod Brzegiem”, organizowane były obozy harcerskie. Obecnie z doskonałej możliwości wypoczynku korzystają nie tylko mieszkańcy Podhala, ale również turyści z całej Polski. Od lat w szkole podstawowej organizowane są kolonie dla dzieci z Krakowa, Warszawy i Szczecina.
W połowie 2014 roku rozpoczęto budowę ścieżki rowerowej łączącej Nowy Targ z Trzcianą na Słowacji. Odcinek biegnący przez Podczerwone prowadzi starym nasypem kolejowym oraz przez most kolejowy.

## Historia
4 lipca 1605 – powstanie wsi
Wieś królewska lokowana na prawie magdeburskim przez rodzinę Pieniążków herbu Odrowąż, dzierżawców nowotarskich pomiędzy 1596 a 1605 rokiem. Pierwszymi sołtysami byli Szymon i Barbara Czerwińscy należący do stanu szlacheckiego. Być może pieczętowali się oni herbem Lubicz.Po śmierci Szymona sołtystwo objęli w równych częściach jego synowie Władysław i Walenty Czerwińscy również wymienieni jako szlachetnie urodzeni „nobiles”. Ciż sami w dokumencie króla Władysława IV Wazy z 1646 roku są nazwani „uczciwymi”, co oznacza, że utracili w bliżej nieznanych okolicznościach szlachectwo. W 1676 roku noszą nazwisko Podczerwiński. Oprócz łanu sołtysiego znajdującego się na terytorium wsi do sołtystwa należały znajdujące się w Tatrach Zachodnich polany Biały Potok, Niżna Kira, Palenica, Jaworzyna oraz Hotarz.
„Najstarszy syn Piotra Kistka – Szymon Czerwiński otrzymał przywilej na sołtystwo w Podczerwonem od Zofii z Bogusławic, wdowy po św. Janie Pieniążku, staroście nowotarskim. Przywilej powyższy zatwierdził król Zygmunt III Waza 4 lipca 1605 r. w Krakowie, utwierdzając w prawach do sołtystwa synów zmarłego Szymona: Walentego i Władysława Czerwińskich.”
„Genealogia rodów sołtysich na Podhalu” cz. II
Maria i Jan Krzeptowscy Jasinek
Wyd. „Krzeptowscy”
1914
Powołany został komitet budowy kaplicy. Prezesował mu Jędrzej Karcz, który doprowadził do wzniesienia z dobrowolnych składek kaplicy murowanej, wewnątrz której umieszczono ołtarz z portalikiem ozdobiony rzeźbioną figurą Matki Boskiej Bolesnej i obrazem św. Józefa. Wkrótce ją poświęcono („Czarny Dunajec i okolice”).
29 listopada 1943 r. – historia partyzantów
W tym dniu Podczerwone zostało otoczone przez Niemców. Poszukiwali ukrywających się partyzantów. Podobno „ktoś” doniósł, pokazał kryjówkę niedaleko tartaku, rzekomo w celu ratowania wsi przed spaleniem. Partyzantów rozstrzelano. O dziwo nikt niczego nie widział, nikt niczego nie słyszał.
13 września 1944 – historia lotników
W pobliżu Podczerwonego (na terenach Koniówki) rozbił się samolot bombowy Latająca Forteca nr 44-6412 z 817 dywizjonu 483 grupy 5 Skrzydła Bombowego 15 Armii Powietrznej USA. Brał udział w bombardowaniu fabryki chemicznej w Blachowni Śląskiej. Bombardier – podporucznik Gus J. Kroschewsky, nawigator – podporucznik Richard L. Hansler, strzelcy pokładowi – sierżant Harold E. Beam, sierżant Gordon W. Sternbeck i plutonowy Aloys C. Suhling zostali przejęci przez żołnierzy placówki AK „Limba”, którzy doprowadzili ich na Stare Wierchy, gdzie stacjonował oddział majora Andrzeja Stobrawy ps. „Borowy”. Po przejściu frontu radzieckiego, w lutym 1945 grupa ta samodzielnie poprosiła o pomoc Sowietów. W marcu przez Lwów, Kijów, Odessę na Ukrainie i Port Fuad w Egipcie przedostali się do bazy macierzystej Sterparone we Włoszech, następnie zostali odesłani do USA. Pozostali członkowie załogi wpadli w ręce Niemców. Byli to: pilot – podporucznik Everette J. Robson, kopilot – podporucznik Harold R. Stock, technik pokładowy – sierżant Albert W. Van Oostrom, radiooperator – sierżant Philip M. Nance oraz strzelec pokładowy – sierżant William N. Barry. Wszyscy trafili do obozów jenieckich dla kadry lotniczej na Pomorzu, a w maju 1945 roku, przez aliancki obóz przejściowy Lucky Strike we Francji przetransportowani zostali do USA.
W latach 1954-1960 wieś była siedzibą gromady Podczerwone, po jej zniesieniu w gromadzie Chochołów.  W latach 1975–1998 miejscowość administracyjnie należała do województwa nowosądeckiego.

## Komunikacja
Podczerwone znajduje się na szlaku komunikacyjnym biegnącym z północy na południe: z Rabki do Zakopanego. Trasa ta może służyć jako alternatywa do zatłoczonej „Zakopianki”.
Od 1907 roku przez Podczerwone przebiegała linia kolejowa z Nowego Targu przez przejście graniczne Czarny Dunajec-Suchá Hora do Kraľovanów na Słowacji. Odcinek graniczny (Podczerwone – Sucha Hora) zdemontowano po II wojnie światowej. Do 1981 roku polski odcinek linii był czynny w ruchu pasażerskim. W 1991 roku został rozebrany. Budynki stacyjne, nasypy i mosty istnieją do dziś. W części słowackiej istnieje i wciąż jest czynny odcinek Kraľovany – Trstená. W latach 70. XX w. rozebrano odcinek Trstená – Sucha Hora. Wobec zbudowania ścieżki rowerowej w miejscu dawnej infrastruktury kolejowej pomysł przywrócenia połączenia ze Słowacją został zawieszony.

## Kościół
Podczerwone należy do parafii pod wezwaniem Matki Boskiej Bolesnej. Księdzem proboszczem od 2019 roku jest Marek Łabuzek. Kościół leży w centrum miejscowości naprzeciwko remizy OSP.